# Kösseine-Granit

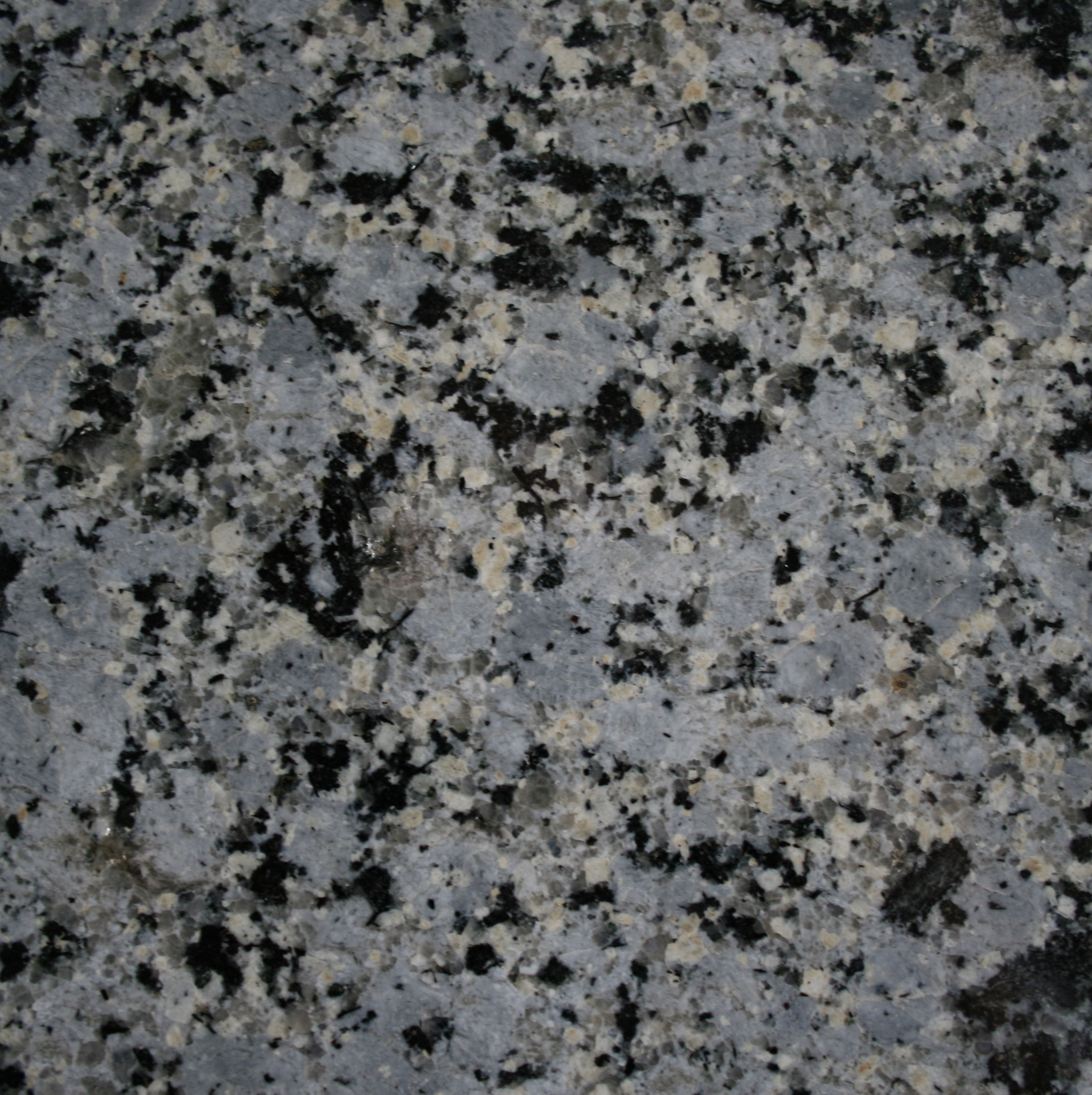
Kösseine-Granit (poliert), Typ Blau: Biotit (schwarze Körner), Mikroklin (blau), Plagioklas (hell) und Quarz (grau)

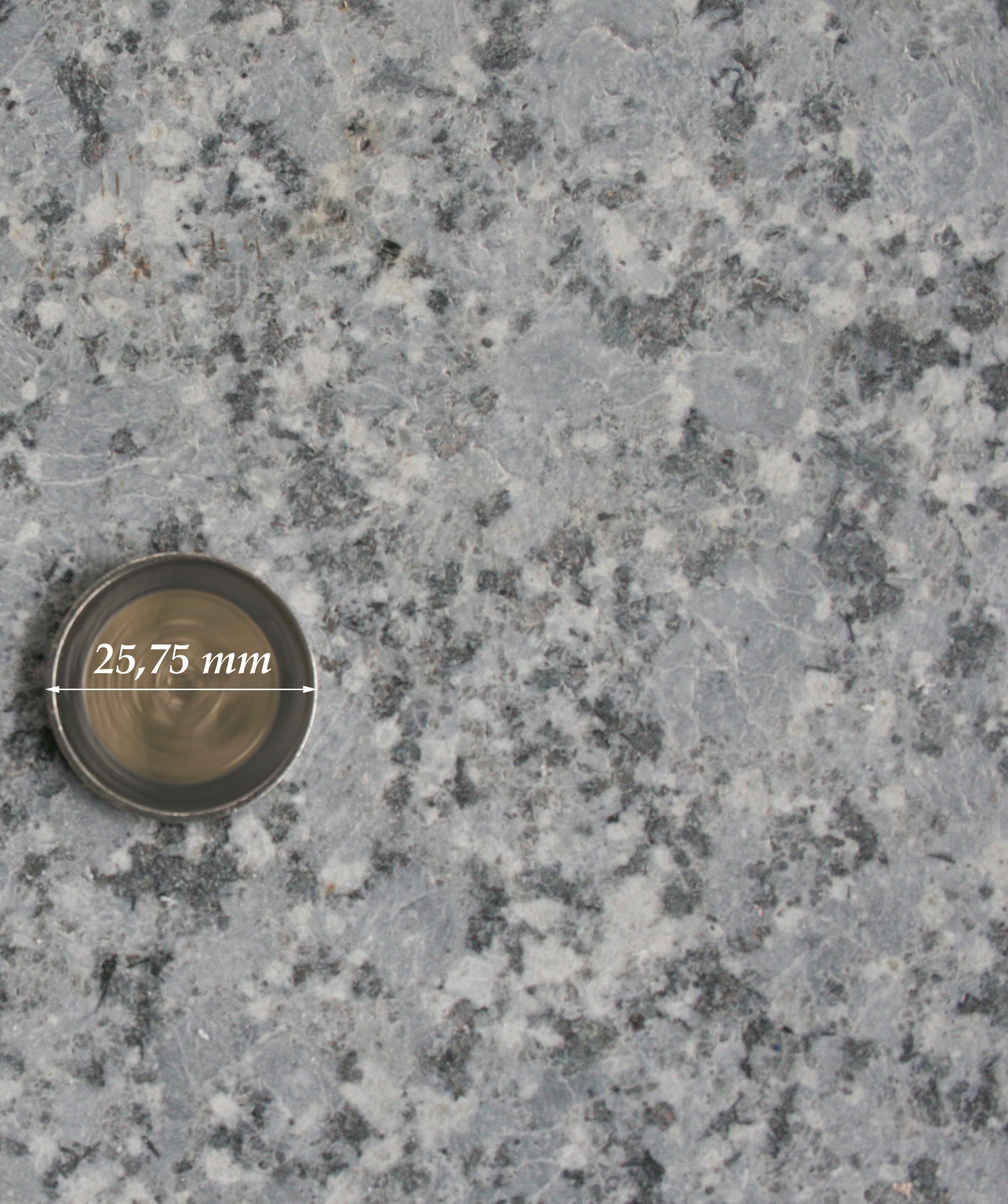
Kösseine-Granit (geschliffen, Typ Hellblau)

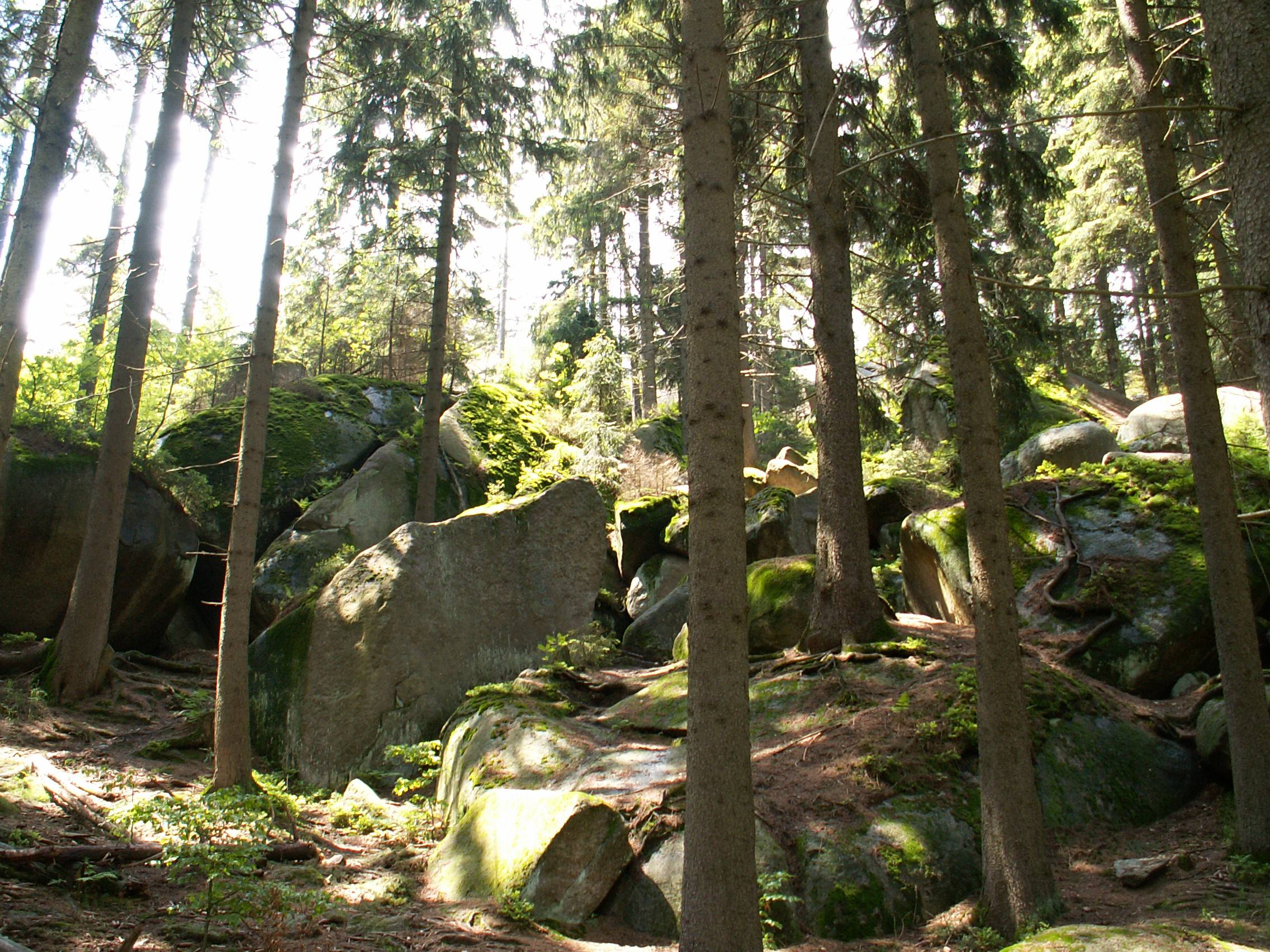
Kleines Labyrinth aus Kösseine-Granitfelsen an der Luisenburg

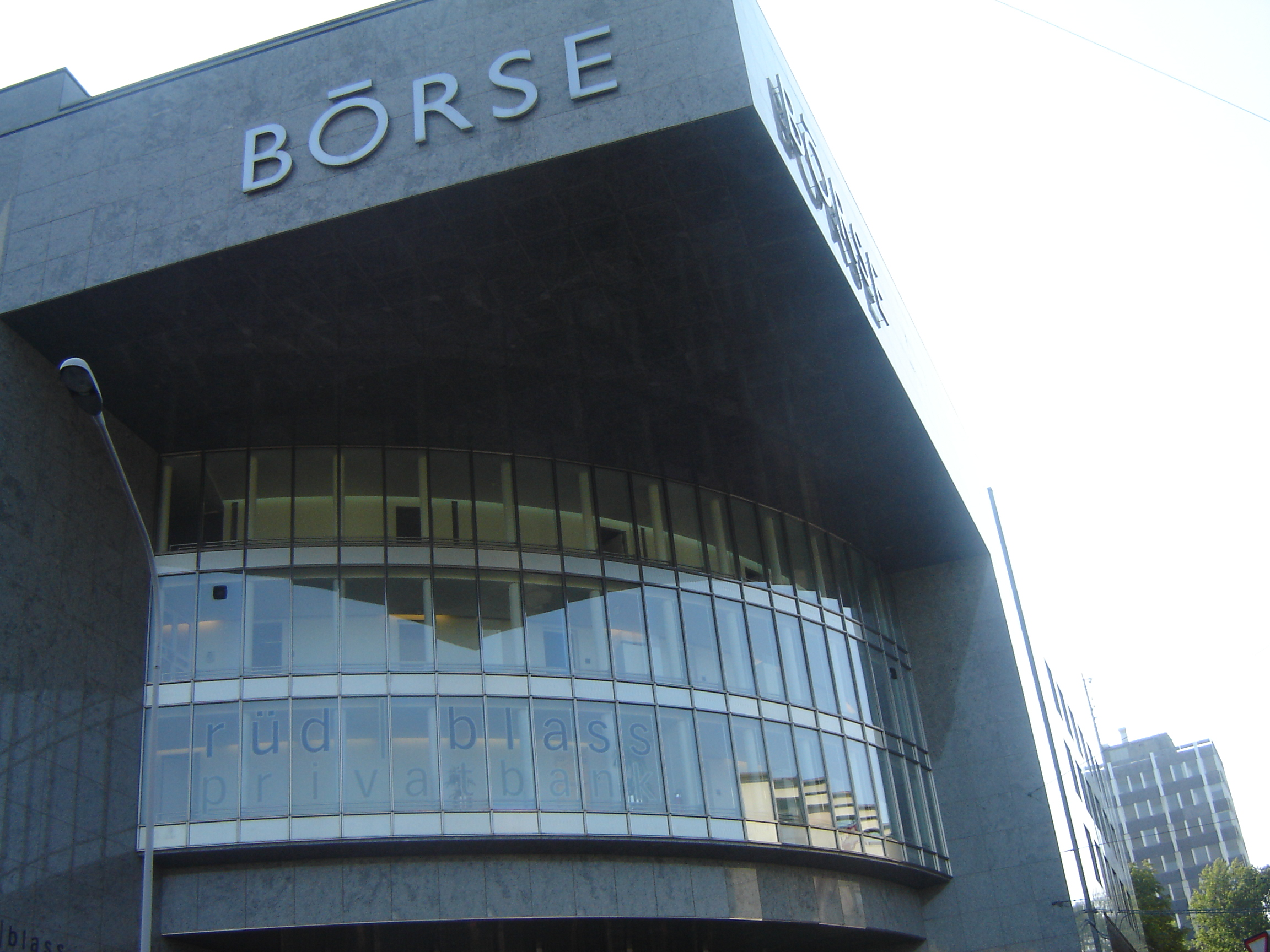
Börse in Zürich mit etwa 10.000 m² Fassadenplatten aus Kösseine-Granit

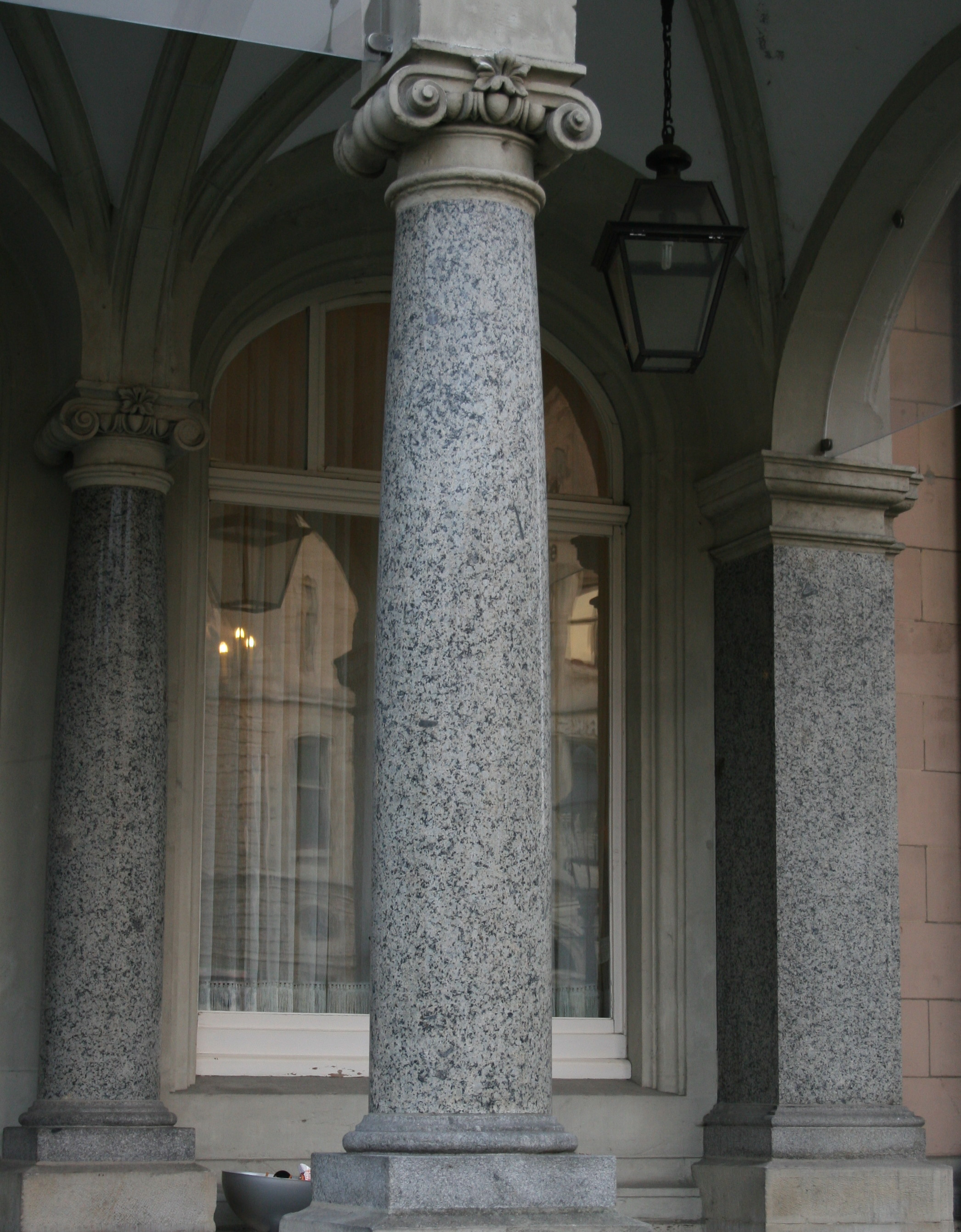
Säulen und Lisene aus Kösseine-Granit am Hotel Deutsches Haus in Braunschweig

Kösseine-Granit, auch als Kleinwendern-Granit oder Schurbach-Granit bezeichnet, ist ein Granitgestein, das in der Nähe des Bergmassivs Kösseine bei Schurbach und Kleinwendern im Fichtelgebirge in Oberfranken (Bayern) gebrochen wird. Blaue Granite sind sehr selten. Der Kösseine-Granit ist der einzige blaue bis blaugraue Granit, der derzeit in Europa gebrochen wird. Es handelt sich um einen Biotit-Muskovit-Granit (daher auch Zweiglimmer-Granit), aus dem Oberkarbon. Bei Kleinwendern kommt ein gelblicher Typ von Kösseine vor.

## Vorkommen
Das Vorkommen liegt am Felsenlabyrinth Luisenburg am Südfuß der 939 Meter hohen Erhebung Kösseine, in einem schmalen Band, das sich östlich hinzieht. Nur die östlichen Teile des unteren Felsenlabyrinths bestehen aus Kösseine-Granit und die westlichen aus Dachgranit. Der Granit wurde früher im Süden des Fichtelgebirges in der Nähe von Luisenburg und Neusorg in acht Steinbrüchen gewonnen, heute gibt es nur noch einen Steinbruch in Waldershof im Landkreis Tirschenreuth. Der größte Kösseine-Steinbruch befand sich in Kleinwendern und noch in den 1980er Jahren waren vier Steinbrüche im Betrieb.
Am Westhang des Kornbergs im Fichtelgebirge wurde vor 1945 der sogenannte Wolfsgarten-Granit abgebaut, der eine blaugelbliche Farbe aufwies. Dieser wurde ursprünglich als Kösseine-Granit und der heutige Kösseine-Granit wurde als Kleinwendern-Granit bezeichnet. Schon vor 1930 wurde der Steinbruch am Kornberg nur wenig genutzt und nach 1945 wurde er gänzlich eingestellt, danach setzte sich der Handelsname Kösseine-Granit für die blauen Granite des Kösseinevorkommens durch.

## Gesteinsbeschreibung

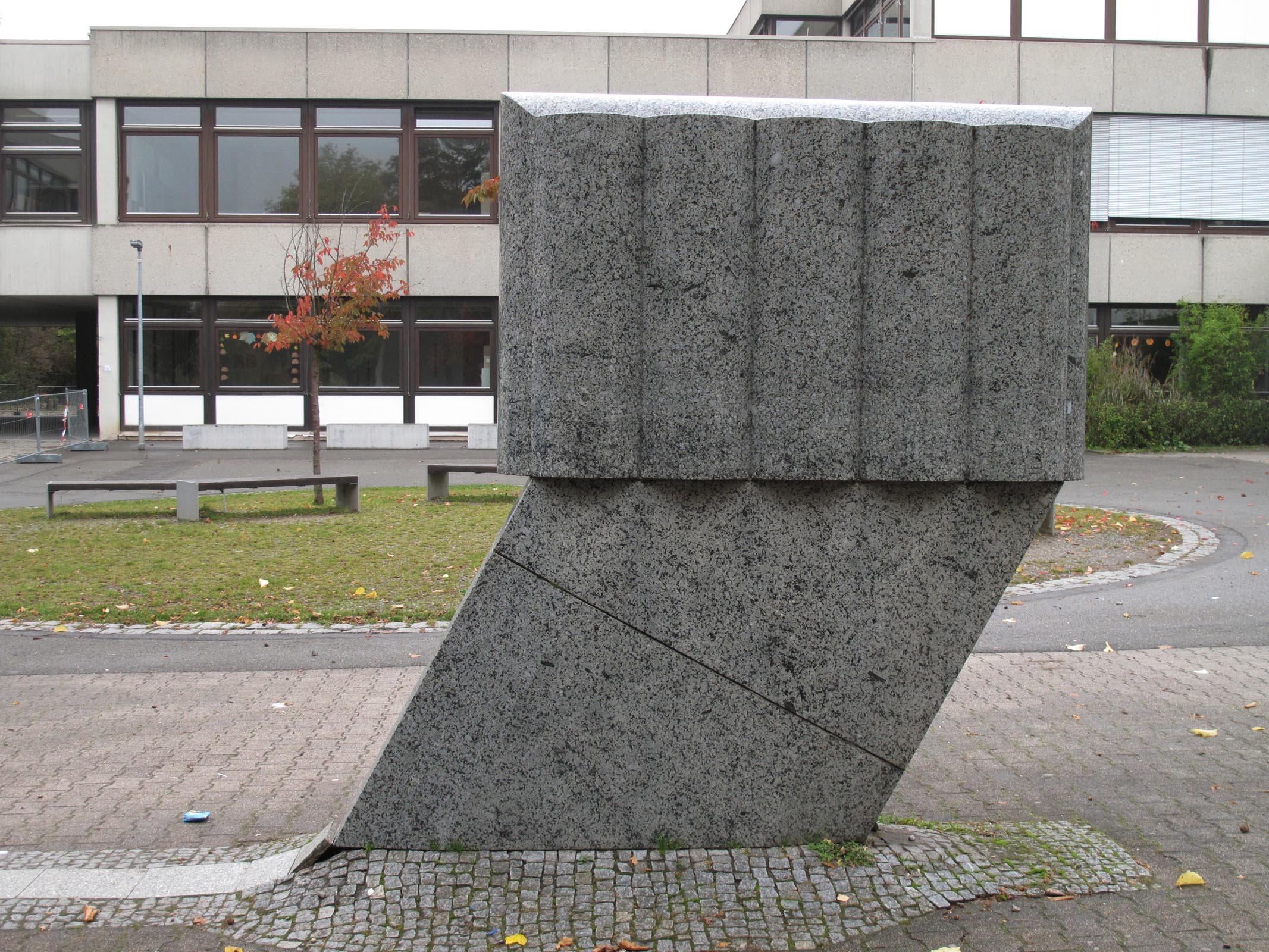
Werk aus Kösseine-Granit von Elmar Daucher. O. T. (1976), Böblingen

Die blaue Färbung im Kösseine-Granit stammt von Cordieriteinlagerungen in den Mikroklin-Feldspäten. Es handelt sich nach Grimm um ein „einzigartiges Gestein“, denn eine „Assimilation von Nebengestein verursacht die blaue Farbe“.
Es gibt zwar einige Granitsorten in Europa, die in ihrem Handelsnamen das Wort „Blau“ führen (Bayrisch-Blau, Bleu des Vosges, Blue Keltic usw.) doch handelt es sich nicht um blaue Granite, sondern um Gesteine, die eine graublaue, ins Hellblaue tendierende Farbe haben.
Kösseine-Granit ist ein grobkörniger Granit mit Feldspäten, das sind der blaue Mikroklin und vereinzelte weißlichgelbe und hellolive Plagioklase, durchscheinendem Quarz und schwarzem Biotit (Dunkelglimmer). Seine Textur ist grobkörnig und die Feldspäte bilden eine porphyrartige Struktur; die Anordnung der Minerale ist regellos körnig. Durch eine intensive und langfristige Sonneneinstrahlung kann sich dieser Granit aufhellen. Er ist verwitterungsfest.

## Mineralbestand und Verwendung
Kösseine-Granit enthält 41 Prozent Alkalifeldspat, 36 Prozent Quarz, 13 Prozent Plagioklas, 6 Prozent Biotit (Dunkelglimmer), und 2 Prozent Muskovit (Hellglimmer). Geringe Beimengungen, die petrographisch Akzessorien genannt werden, sind die Minerale Turmalin, Apatit, Rutil und opakes (undurchsichtiges) Erz. Seine Mineralkorngröße liegt zwischen 3 und 5 Millimeter und manche Alkalifeldspäte sind 15 bis 20 Millimeter groß. Kösseinegranit ist wie die Fichtelgebirgsgranite ein sogenannter Zweiglimmergranit mit den Glimmermineralen Biotit und Muskovit.
Das Granitgestein hat nahezu keinen Porenraum und ist wie Granite im Allgemeinen frostfest. Kösseine-Granit eignet sich für Monumentalbauten für Säulen und Fenster- und Türgewände, Treppen- und Bodenbeläge, Fassadenplatten sowie für Denkmäler.
Verwendet wurde Kösseine-Granit am Hauptbahnhof und Moses-Brunnen, Justizpalast und am Eingang zur Technischen Universität in München, Dresdner Bank in Frankfurt am Main, Börse in Zürich und am Gebäude der Montan-Union in Luxemburg.